# Sint-Brixiuskerk (Doornik)

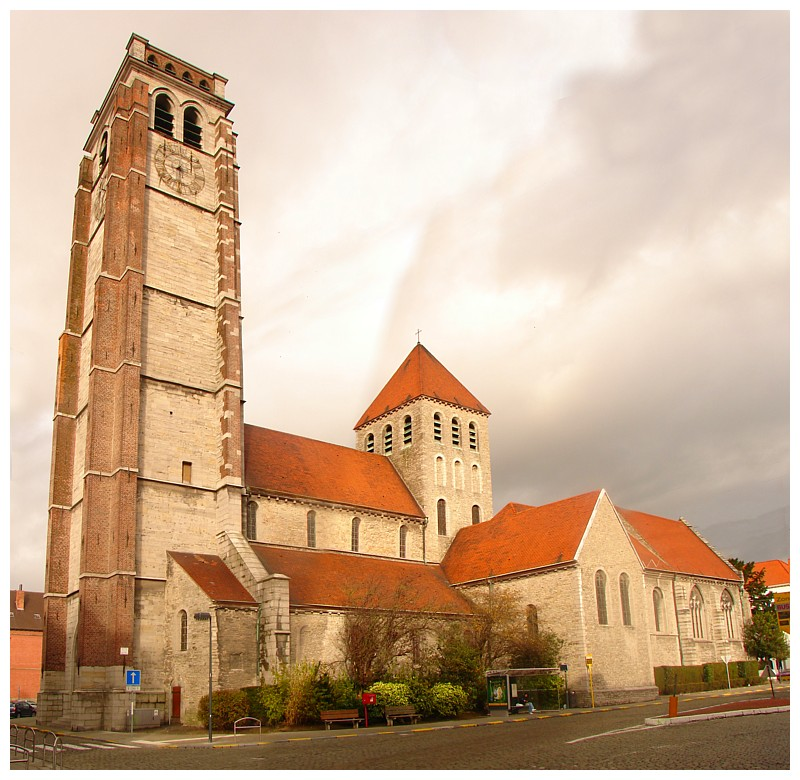

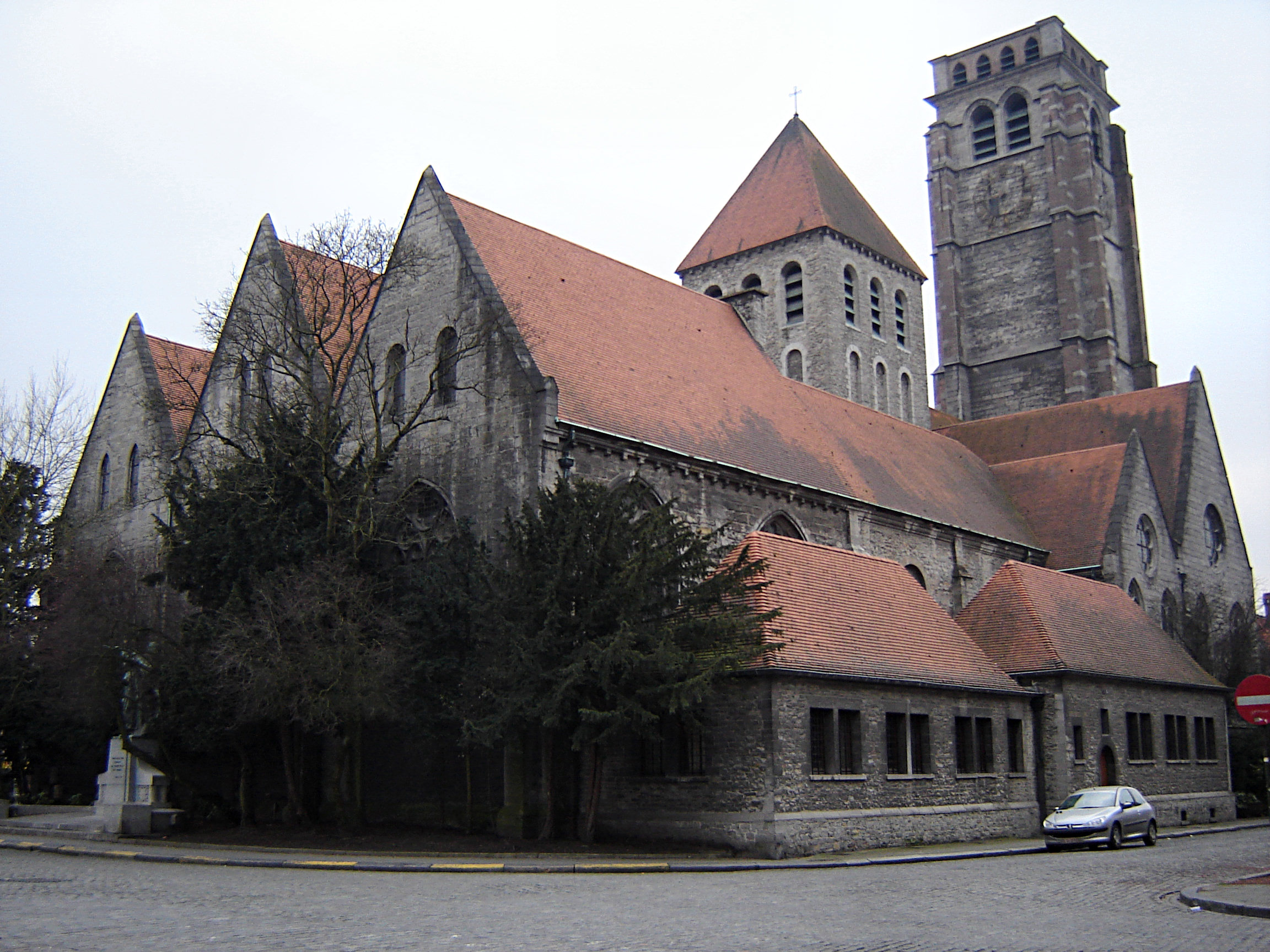

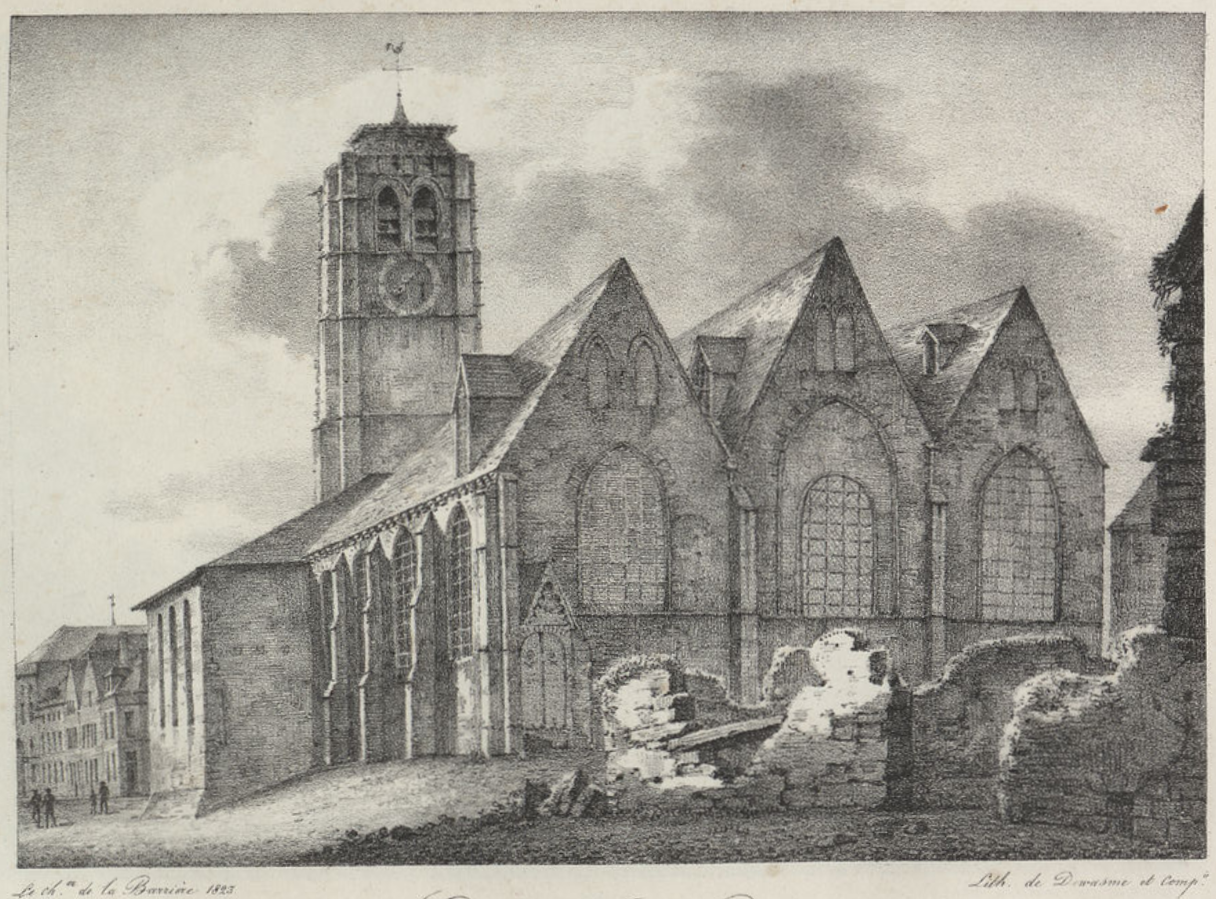
De Saint-Brice vóór het bombardement (1823)

De Sint-Brixiuskerk (Frans: Église Saint-Brice) in de Belgische stad Doornik is een overwegend romaanse kerk uit de twaalfde eeuw, tevens een van de oudste hallenkerken. Het Rooms-katholieke gebedshuis is gewijd aan Brixius van Tours.

## Geschiedenis
De kerk is gebouwd in het laatste kwart van de 12e eeuw. In het begin van de 13e eeuw werd het romaanse koor vervangen door een vroeggotisch hallenkoor met kruisribgewelven. De klokkentoren is in de vijftiende eeuw toegevoegd. Hij deed dienst als belfort van de rechteroever, zolang dit stadsdeel nog buiten het eigenlijke Doornik viel.
Bij de bouw van een godshuis naast de kerk deed men in 1653 een fabelachtige vondst: het intacte graf van de Merovingische koning Childerik I kwam bloot te liggen.
Door de nabijheid van het station heeft de kerk zwaar afgezien tijdens de Tweede Wereldoorlog. Vooral het interieur werd bij de Duitse luchtaanvallen onherstelbaar beschadigd. De restauratiewerken duurden tot 1954.

## Beschrijving
De driekbeukige kerk is van het basilicale type. Ze is voornamelijk romaans maar bevat ook gotische elementen. De klokkentoren is door een hoogschip verbonden met de vieringstoren. Aan de koorzijde zijn de drie beuken van gelijke hoogte.
Onder de centrale altaarruimte ligt een romaanse crypte uit de 12e eeuw.
Het interieur heeft een houten plafond. Een schilderij van Gaspar de Crayer toont aartshertogin Isabella van Spanje, die haar juwelen schenkt aan de Sint-Martinusbasiliek van Halle. De beeldhouwer George Grard maakte in 1966-71 het altaar, de tabernakeldeur en een bronzen doopbekken met Adam en Eva-motief. Er zijn ook meubilair, kroonluchters en heiligenbeelden van de lokale kunstenares Nelly Mercier.

## Voetnoten
1. ↑  Ministère de la Communauté Française (red.), Le Patrimoine monumental de la Belgique, vol. 6, Province de Hainaut. Arrondissement de Tournai, deel 1, A–T, Editions Mardaga, Liège, 1978, blz. 34
2. ↑  Raymond Brulet, La tombe de Childéric et la topographie funéraire de Tournai à la fin du Ve siècle, in: Michel Rouche (red.), Clovis. Histoire et Mémoire, vol. 1, Le baptême de Clovis, l'événement, Presses de l'Université de Paris-Sorbonne, Parijs, 1997, blz. 59–77